# Vitvingad mes
Vitvingad mes (Melaniparus leucomelas) är en afrikansk fågel i familjen mesar inom ordningen tättingar.

## Utseende och läte
Vitvingad mes är en svart mes med mestadels vita vingar och vita yttre stjärtpennor. Den är mycket lik savannmesen och skiljer sig bäst genom mörka istället för gula ögon. Lätet beskrivs i engelsk litteratur som ett klassiskt mesliknande och raspigt "chee-chi-chi-chi-chi". Sången består av melodiska visslingar som stiger och faller i tonhöjd.

## Utbredning och systematik
Vitvingad mes delas in i två underarter med följande utbredning:
- Melaniparus leucomelas leucomelas – förekommer i centrala och sydöstra högländerna i Etiopien
- Melaniparus leucomelas insignis – från Gabon till Demokratiska republiken Kongo, Kenya, Zambia, Malawi och norra Moçambique

Savannmes (M. guineensis) betraktades tidigare som underart till vitvingad mes.

### Släktestillhörighet
Vitvingad mes placerades tidigare liksom övriga mesar i Afrika i släktet Parus, men har lyfts ut till det egna släktet Melaniparus efter genetiska studier från 2013 som visade att de utgör en distinkt utvecklingslinje.

## Levnadssätt
Vitvingad mes hittas i fuktig savann, vanligen i par eller smågrupper. Födan består av små ryggradslösa djur och dess larver, men även frön och frukt, framför allt av Annona. Arten häckar mellan mars och december, men möjligen året runt. Den bygger sitt bo upp till fyra meter ovan mark i ett trädhål. Även hål i byggnader har använts. Däri lägger den tre till fem ägg som ruvas av båda könen. Ungarna är flygga efter cirka 26 dagar.

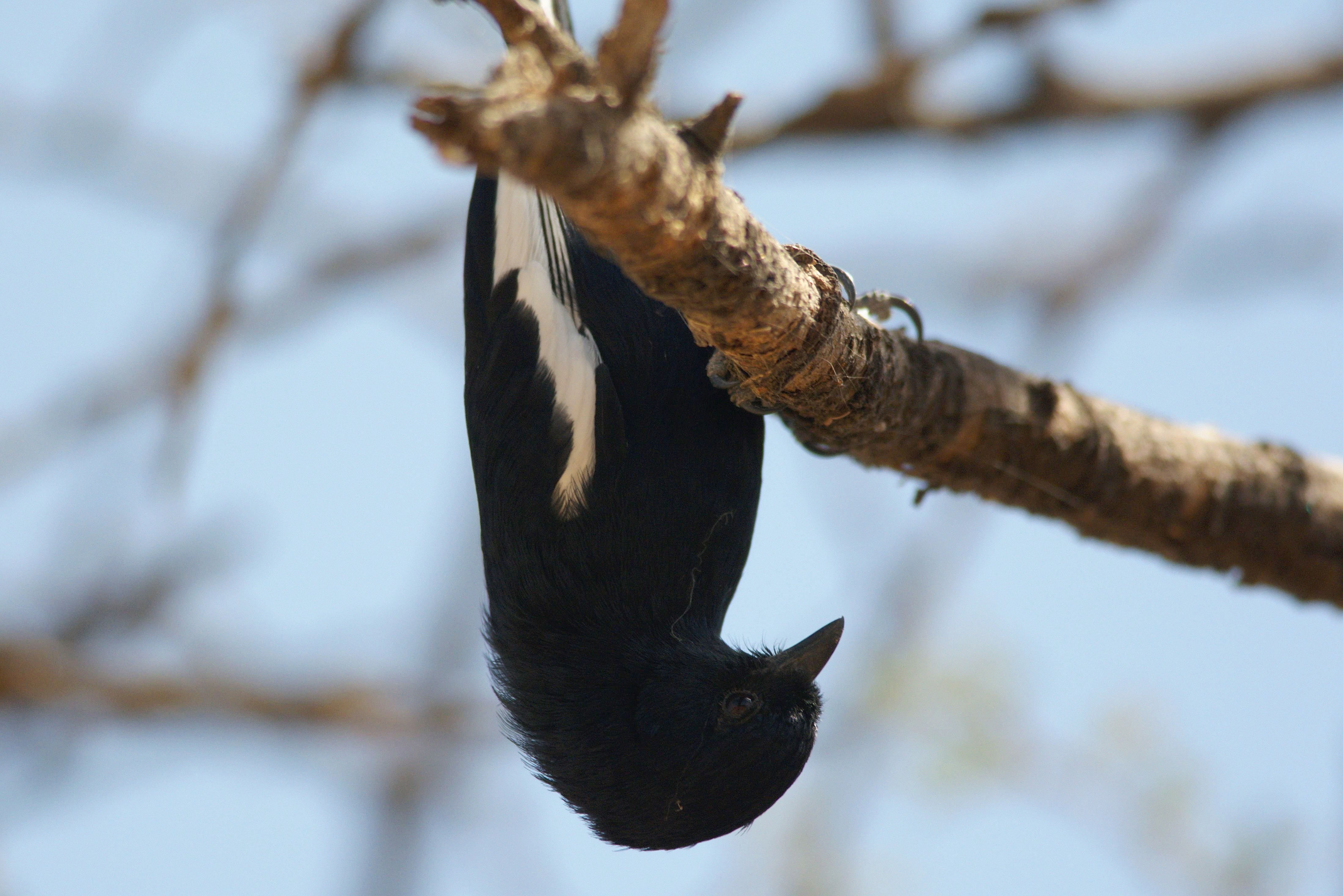

## Status och hot
Arten har ett stort utbredningsområde och en stor population med stabil utveckling och tros inte vara utsatt för något substantiellt hot. Utifrån dessa kriterier kategoriserar internationella naturvårdsunionen IUCN arten som livskraftig (LC). Världspopulationen har inte uppskattats men den beskrivs som generellt eller lokalt vanlig i hela utbredningsområdet.